# Flughafen Pointe-Noire

i7
i11
i13
Der Internationale Flughafen Pointe-Noire – Antonio Agostinho Neto (französisch Aéroport international Agostinho-Neto, englisch Antonio-Agostinho-Neto International Airport, IATA-Code: PNR, ICAO-Code: FCPP) ist ein internationaler Flughafen in der Republik Kongo, nahe der Stadt Pointe-Noire. Er ist neben dem Flughafen Brazzaville Maya-Maya der einzige international angeflogene Flughafen in der Republik Kongo.
Der Flughafen Pointe-Noire wurde 1934 eröffnet und wird zurzeit durch den kongolesischen Staat betrieben. 
Es gibt zahlreiche Kontinentalflüge, unter anderem fliegen die Ethiopian Airlines täglich von Pointe-Noire aus Addis Abeba an. Interkontinental bietet Air France nach Paris Flüge an.

## Zwischenfälle
- Am 21. März 2011 stürzte eine Antonow An-12BP der Trans Air Congo (Luftfahrzeugkennzeichen TN-AGK) im Landeanflug auf den Flughafen Pointe-Noire ab. Während des Landeanflugs kam das Flugzeug vom Anflugkurs ab, was der Kapitän zu korrigieren versuchte. Bei diesem Versuch drehte sich die Maschine auf den Rücken, stürzte auf mehrere Häuser und ging in Flammen auf. Alle neun Insassen und 14 weitere Personen am Boden kamen ums Leben.[3]